# Những người khốn khổ (nhạc kịch)
Những người khốn khổ (tiếng Pháp: Les Misérables, phát âm tiếng Pháp: [le mizeʁabl(ə)], hay còn được gọi là Les Mis /leɪ ˈmɪz/) là một vở nhạc kịch xuất xứ từ Pháp, chuyển thể từ tiểu thuyết cùng tên năm 1862 của Victor Hugo, được Claude-Michel Schönberg soạn nhạc, Alain Boublil và Jean-Marc Natel viết lời tiếng Pháp, Herbert Kretzmer viết lời tiếng Anh.
Lấy bối cảnh Pháp thế kỉ thứ 19, vở nhạc kịch theo chân cuộc đời của Jean Valjean – một cựu phạm nhân đang cố gắng trở thành người lương thiện trong khi bị viên thanh tra Javert săn lùng hàng năm trời đằng đẵng. Jean Valjean nhận nuôi Cosette – đứa con gái của cô công nhân Fantine nghèo khổ, không ngờ rằng chuyện này sẽ thay đổi cuộc đời anh mãi mãi. Hai cha con trốn lên Paris song lại bị cuốn vào cuộc nổi dậy chống chính quyền tháng 6 năm 1832. Trong bối cảnh một xã hội rắc rối với những bất ổn chính trị, Những người khốn khổ khắc họa tình yêu, khao khát, lòng quả cảm và nỗ lực hoàn lương của con người.
Bản gốc tiếng Pháp được công diễn lần đầu tiên ở Paris năm 1980 dưới sự chỉ đạo của đạo diễn Robert Hossein. Sau đó Cameron Mackintosh cho chuyển thể sang tiếng Anh và cho công diễn ở Luân Đôn từ tháng 10 năm 1985 đến nay (tới cuối năm 2020). Những người khốn khổ đang giữ kỷ lục là vở nhạc kịch được công diễn liên tục lâu đời nhất ở chuỗi nhà hát West End, Luân Đôn và thứ sáu ở sân khấu Broadway. Tính đến năm 2014, vở kịch đã thắng tổng cộng 3 giải Laurence Olivier của Anh và 8 giải Tony của Hoa Kỳ, trong đó phải kể đến giải Tony cho hạng mục Nhạc kịch hay nhất.
Ước tính đã có hơn 70 triệu người trên khắp thế giới xem Những người khốn khổ. Ngoài ra, vở nhạc kịch cũng đã được dịch ra 21 thứ tiếng khác nhau và trình diễn ở 42 quốc gia.

## Sản xuất

### Bản gốc của Pháp
Alain Boublil nảy ra ý định chuyển thể Những người khốn khổ của Victor Hugo thành nhạc kịch sau khi coi vở nhạc kịch Oliver! (1960) ở London. Ông hợp tác với nhà soạn nhạc Claude-Michel Schönberg và nhà thơ Jean-Marc Natel. Kết quả là một concept album ra đời năm 1980 và bán được 260.000 bản.
Tháng 9 năm 1980, vở nhạc kịch được mang lên sân khấu công diễn lần đầu tiên ở Paris dưới sự chỉ đạo của đạo diễn Robert Hossein ở nhà hát Palais des Sports. Vở kịch thành công vang dội với hơn 100 buổi diễn và có hơn 500.000 khán giả. Dàn diễn viên gốc có Maurice Barrier vai Jean Valjean, Jean Vallée vai Javert, Rose Laurens vai Fantine, Fabienne Guyon vai Cosette, Gilles Buhlmann vai Marius, và Marianne Mille vai Éponine.

### Ở West End, London
"Ở Pháp mọi người thuộc nằm lòng quyển sách rồi nên chúng tôi cho vở kịch bắt đầu từ giữa cốt truyện. Qua London thì khác [...] phải thêm vào một đoạn mở màn 13 phút, rồi phần còn lại cũng phải sắp xếp lại." – Boublil.

Cameron Mackintosh cho sản xuất bản chuyển thể tiếng Anh với lời tiếng Anh được viết bởi Herbert Kretzmer và James Fenton dưới sự chỉ đạo của hai đạo diễn Trevor Nunn và John Caird. Vở kịch công diễn chính thức vào ngày 8 tháng 10 năm 1985 tại trung tâm Barbican Centre, Luân Đôn. Thiết kế sân khấu là John Napier, thiết kế phục trang là Andreane Neofitou. David Hersey chịu trách nhiệm về ánh sáng còn John Cameron giám sát âm nhạc. Vở kịch có sự tham gia của Colm Wilkinson trong vai Jean Valjean, Roger Allam vai Javert, Patti LuPone vai Fantine, Michael Ball vai Marius, Rebecca Caine vai Cosette và David Burt vai Enjolras. Phiên bản này của West End không được các nhà phê bình đánh giá tích cực nhưng đã phá vỡ các kỉ lục phòng vé thời bấy giờ cũng như vé của 3 tháng công diễn đều được bán hết. Ngày 5 tháng 1 năm 2010, vở kịch cán mốc 10.000 buổi diễn.
Ngày 3 tháng 4 năm 2004, Những người khốn khổ được chuyển qua diễn bên nhà hát Sondheim Theatre và hiện vẫn đang được công diễn ở đây. Đợt công diễn mới này do James Powell và Laurence Connor đồng đạo diễn, Matt Kinley thiết kế sân khấu, Paule Constable chịu trách nhiệm khâu ánh sáng, Andreane Neofitou và Christine Rowlands đảm nhiệm khâu phục trang. Dàn diễn viên mới gồm có Jon Robyns trong vai Valjean, Bradley Jaden vai Javert, Carrie Hope Fletcher vai Fantine, Harry Apps vai Marius và Lily Kerhoas vai Cosette. Những người khốn khổ đang giữ kỷ lục là vở nhạc kịch được công diễn liên tục lâu đời nhất ở chuỗi nhà hát West End, Luân Đôn với hơn 14.000 buổi diễn.

### Ở Broadway, New York
Đợt công diễn đầu tiên ở Broadway chính thức bắt đầu vào ngày 12 tháng 3 năm 1987 ở nhà hát The Broadway Theater với hai diễn viên Colm Wilkinson và Frances Ruffelle vào lại vai của chính họ từ West End. Vở kịch cũng được thay đổi một vài chỗ so với đợt diễn ở West End. Cụ thể là bài "Little People" của Gavroche và "I Saw Him Once" của Cosette được lược bỏ, còn lời bài "Stars" của nhân vật Javert được sửa lại. Dàn diễn viên đầu tiên của Broadway có Colm Wilkinson trong vai Jean Valjean, Terrence Mann vai Javert, Randy Graff vai Fantine, David Bryant vai Marius, Judy Kuhn vai Cosette, Michael Maguire vai Enjolras, và Frances Ruffelle vai Éponine. Sau 6 năm công diễn (kết thúc vào ngày 18 tháng 5 năm 2003) với tổng cộng 6.680 buổi diễn, Những người khốn khổ là vở nhạc kịch được công diễn liên tục lâu đời thứ hai ở Broadway tại thời điểm đó (chỉ đứng sau Cats). Năm 1988, vở kịch nhận được 12 đề cử Tony và chiến thắng ở 8 hạng mục, đặc biệt là Nhạc kịch hay nhất và Âm nhạc hay nhất. Năm 2006, Broadway cho sản xuất lại Những người khốn khổ (còn được gọi là 2006 Broadway Revival) ở nhà hát Broadhurst bắt đầu từ ngày 9 tháng 11 năm 2006 và đóng ngày 6 tháng 1 năm 2008 sau 463 buổi diễn.
Năm 2014, Những người khốn khổ quay trở lại với sân khấu Broadway ở nhà hát Imperial Theatre, chính thức công diễn từ ngày 23 tháng 3 (còn được gọi là 2014 Broadway Revival). Đợt diễn này được sản xuất bởi Cameron Mackintosh, đồng đạo diễn bởi Laurence Connor và James Powell, phục trang bởi Andreane Neofitou và Christine Rowlands, ánh sáng bởi Paule Constable, âm thanh bởi Mick Potter. Đợt diễn kết thúc vào ngày 4 tháng 9 năm 2016 với 1.026 buổi diễn và đạt 109 triệu đô la tiền doanh thu.
Tính đến năm 2019, Những người khốn khổ là show diễn được công diễn liên tục lâu đời thứ sáu của Broadway (đứng sau Bóng ma trong nhà hát, Chicago, Vua sư tử, Cats, và Wicked).

### Các buổi hòa nhạc

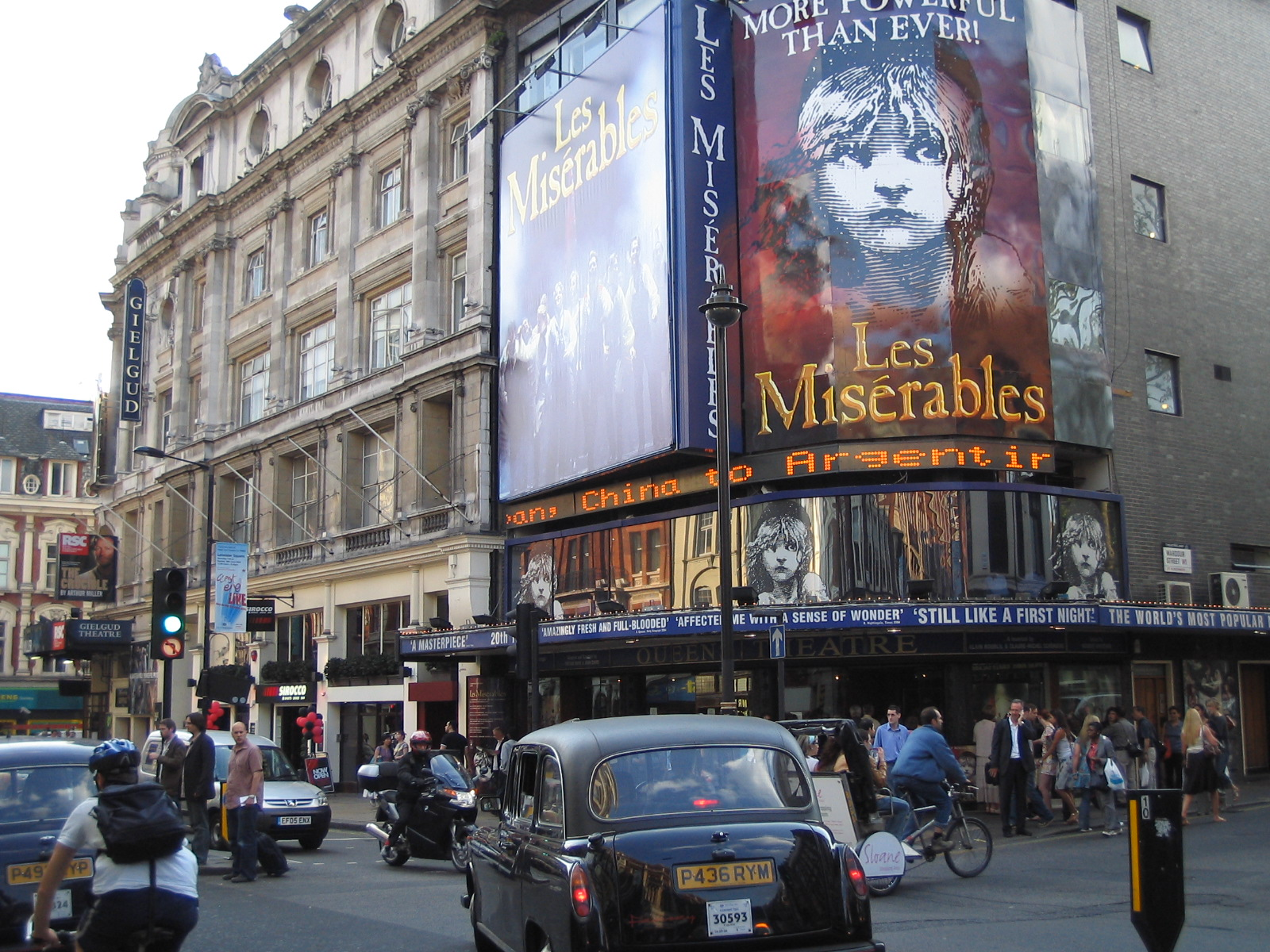
Nhà hát Sondheim Theatre, Luân Đôn nơi đang công diễn vở nhạc kịch (tính tới cuối năm 2020)

Ngày 8 tháng 10 năm 1995 diễn ra buổi hòa nhạc kỷ niệm 10 năm ở nhà hát Royal Albert Hall, Luân Đôn. Buổi hòa nhạc này gây ấn tượng vì có 17 "Valjean" (là 17 diễn viên đóng vai Jean Valjean từ các đợt các công diễn khắp nơi trên thế giới) cùng đồng trình diễn ca khúc "Do You Hear the People Sing?" bằng ngôn ngữ bản xứ của họ. Buổi hòa nhạc có sự góp mặt của Colm Wilkinson trong vai Jean Valjean, Philip Quast trong vai Javert, Ruthie Henshall vai Fantine, Michael Ball vai Marius, Judy Kuhn vai Cosette và Lea Salonga vai Éponine. Người thiết kế sân khấu là Ken Caswell còn chỉ huy dàn nhạc là David Charles Abell.
Buổi hòa nhạc kỷ niệm 25 năm được tổ chức ngày 3 tháng 10 năm 2010 ở The O2, Bắc Greenwich, phía đông nam Luân Đôn. Dàn nghệ sĩ tham gia gồm có Alfie Boe trong vai Jean Valjean, Norm Lewis trong vai Javert, Lea Salonga trong vai Fantine, Nick Jonas vai Marius, Katie Hall vai Cosette, Samantha Barks vai Éponine. Buổi hòa nhạc do Laurence Connor và James Powell đồng đạo diễn. Chỉ huy dàn nhạc là David Charles Abell.
Ngày 10 tháng 8 năm 2019, buổi hòa nhạc All-star Staged được tổ chức ở nhà hát Gielgud Theatre ở khu West End, Luân Đôn và kéo dài 16 tuần.

### Quốc tế
Những người khốn khổ đã được dịch ra 21 thứ tiếng khác nhau và được sản xuất ở 42 nước: tiếng Anh, tiếng Pháp, tiếng Đức (ở Đức và Áo), tiếng Tây Ban Nha (ở Tây Ban Nha, Mexico, và Argentinia), tiếng Nhật, tiếng Hebrew, tiếng Hungary, tiếng Iceland, tiếng Na Uy, tiếng Ba Lan, tiếng Thụy Điển (ở Thụy Điển và Phần Lan), tiếng Hà Lan (ở Hà Lan và Bỉ), tiếng Đan Mạch, tiếng Phần Lan, tiếng Bồ Đào Nha của Brazil, tiếng Estonia, tiếng Séc, tiếng Catalan và tiếng Hàn...

### Kỷ lục
Các kỷ lục mà Những người khốn khổ đang nắm giữ là
- Vở nhạc kịch được công diễn liên tục lâu đời thứ sáu ở Broadway (đứng sau Bóng ma trong nhà hát, Chicago, Vua sư tử, Cats, và Wicked).[6][7]
- Vở nhạc kịch được công diễn liên tục lâu đời nhất ở chuỗi nhà hát West End, Luân Đôn.[4][5]
- Nếu tính cả các vở chính kịch thì Những người khốn khổ là vở kịch được công diễn liên tục lâu đời thứ hai ở chuỗi nhà hát West End, Luân Đôn, chỉ sau Bẫy chuột (1952).[28][29]

## Nội dung

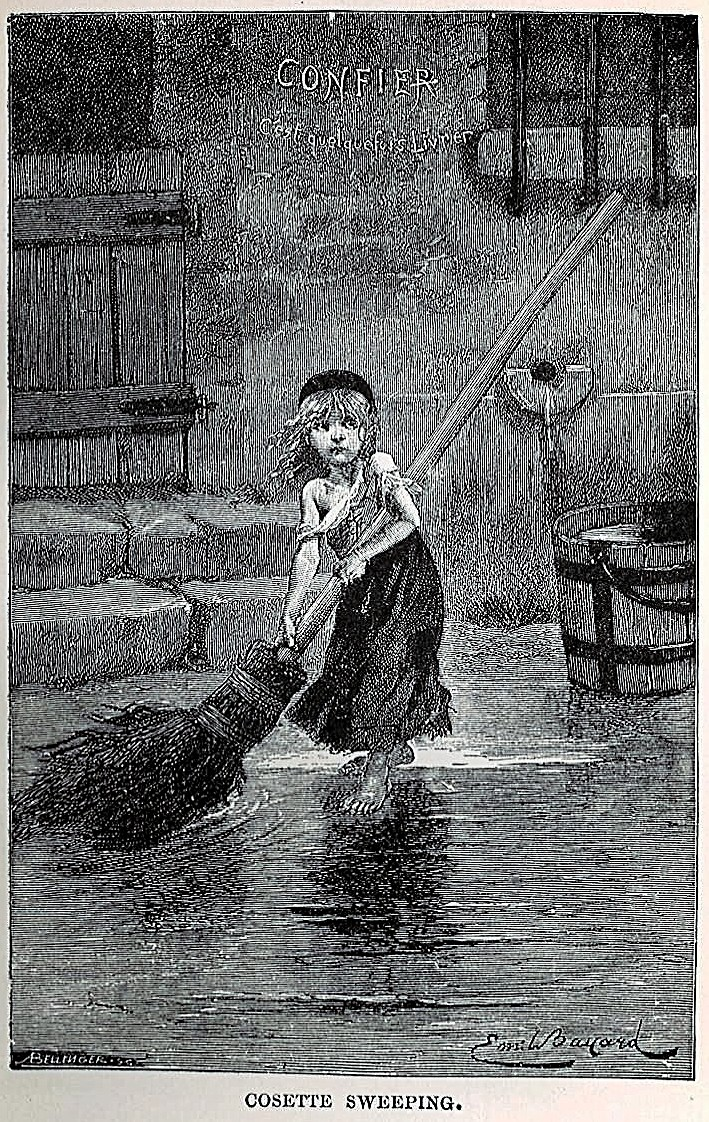
Chân dung Cosette do Emile Bayard vẽ thường được dùng làm biểu tượng cho vở nhạc kịch

Những người khốn khổ kể về nhiều nhân vật với những mảnh đời khác nhau, được kết nối bởi Jean Valjean, nhân vật chính của vở kịch.

### Màn I
Vở kịch mở màn với mốc thời gian năm 1815 ở Pháp bằng cảnh tù nhân lao động khổ sai ("Prologue: Work Song"). Sau 19 năm tù tội, Jean Valjean được thả bởi người gác ngục Javert. Tuy nhiên, Valjean phải luôn trình giấy thông hành vàng mà trên đó có ghi Valjean là cựu tội phạm ("On Parole"). Một viên giám mục xứ Digne đã cho Valjean đồ ăn và cho ngủ nhờ trong nhà thờ. Tối đó, Valjean trộm đồ bạc của nhà thờ rồi tẩu thoát; nhưng rồi bị cảnh sát bắt lại và giải về nhà thờ. Giám mục khai với cảnh sát rằng đó là đồ ông tặng cho Valjean để Valjean được vô tội, đồng thời bảo Valjean phải dùng những món đồ bạc này để trở thành người lương thiện ("Valjean Arrested, Valjean Forgiven"). Những lời này của giám mục khiến Valjean cảm thấy xấu hổ và hèn mọn, khiến anh quyết tâm làm lại cuộc đời để chuộc lại tội lỗi của mình ("Valjean's Soliloquy/What Have I Done?").
Tám năm sau (1823), Valjean giờ đây đã mang tên ngài Madeleine, là ông chủ giàu có của một xưởng may, đồng thời là thị trưởng của thị trấn Montreuil-sur-Mer. Valjean phải thay tên đổi họ để tránh sự phát hiện của thanh tra Javert, người mà bao nhiêu năm qua vẫn truy tìm Valjean (hay còn gọi là tù nhân 24601) ráo riết. Lúc này, Javert cũng đang là cảnh sát đóng quân ở đây nhưng không nhận ra vị thị trưởng chính là Valjean.
Trong xưởng có một bà mẹ đơn thân tên là Fantine, đi làm để chu cấp cho đứa con gái Cosette. Vì sợ điều tiếng (con sinh ra mà không có bố) nên Fantine gửi Cosette đến một nhà trọ ở ngoại ô thị trấn cho ông bà chủ nhà trọ nuôi. Tên quản đốc thường hay dòm ngó Fantine. Một ngày nọ, một ả công nhân trộm được lá thư của Fantine liền mách cho mọi người biết là Fantine không chồng mà đã có con, quy cho cô tội lẳng lơ. Mọi người cãi nhau rồi tên quản đốc lấy cớ này để đuổi Fantine ra khỏi xưởng ("At the End of the Day"). Fantine giãi bày nỗi tuyệt vọng cùng cực của mình khi bị người yêu (cha của Cosette) bỏ rơi và hy vọng của cô về cuộc sống tốt đẹp đã tan vỡ ("I Dreamed a Dream"). Túng quẫn, cô bán tóc lấy tiền rồi trở thành gái mại dâm ("Lovely Ladies"). Trong một lần Fantine chống trả một vị khách bạo lực, Javert đến hiện trường để bắt Fantine thì cùng lúc đó Valjean đi ngang qua. Valjean ra lệnh cho Javert thả cô ra rồi đưa cô đến bệnh viện ("Fantine's Arrest"). Một lần khác, Valjean cứu được Fauchelevent khi ông nông dân này bị một cái xe kéo đè lên người ("The Runaway Cart"). Javert chứng kiến cảnh này và liên tưởng đến người tù nhân mình đang săn lùng. Nhưng cảnh sát vừa bắt được một người đàn ông khác trông rất giống Jean Valjean và chuẩn bị đưa người đó ra tòa vì tội phá vỡ cam kết. Không cam tâm nhìn người khác bị kết tội oan vì mình, Valjean ra tòa thú tội ("Who Am I? (The Trial)"). Fantine hấp hối ở bệnh viện, Valjean ngồi bên cạnh hứa với cô sẽ chăm sóc Cosette cẩn thận ("Come to Me (Fantine's Death)"). Ngay sau đó, Javert đến bệnh viện để bắt Valjean. Valjean nói anh cần vài ngày để lo cho Cosette rồi sẽ ra đầu thú nhưng Javert từ chối. Rốt cuộc, Valjean kháng cự lại được Javert bằng vũ lực và trốn thoát ("The Confrontation").
Ở quán trọ của nhà Thénardier, ông bà chủ luôn ngược đãi Cosette, bắt cô bé phải làm việc luôn chân luôn tay. Trong một lần làm việc nhà vất vả, Cosette mơ về một cuộc sống không cơ cực và được mẹ yêu thương ("Castle on a Cloud"). Lại nói về ông bà chủ, nhà Thénardier cho khách thuê trọ nhưng bày nhiều trò bịp bợm để gian lận tiền thuê, trộm đồ của khách hoặc cung cấp dịch vụ rẻ tiền với giá cắt cổ ("Master of the House"). Khi thấy Cosette ở giếng nước, Valjean hộ tống cô bé về nhà rồi trả tiền cho nhà Thénardier để chuộc lại Cosette ("The Bargain"). Sau đó hai cha con đi đến Paris và trú trong một nhà tu kín ("The Waltz of Treachery").
Chín năm sau (1832), nhóm sinh viên nổi dậy đứng đầu là Enjolras tức giận với chế độ đang nhen nhóm một cuộc khởi nghĩa vào đêm ngày 5 tháng 6 năm 1832. Cuộc nổi dậy có sự tham gia của cậu sinh viên Marius Pontmercy và nhiều người nghèo khổ, trong đó có cậu bé Gavroche ("Look Down"). Nhà Thénardier lúc này đã thất nghiệp, chuyển tới Paris và trở thành những kẻ lang thang trộm cắp. Một ngày nọ, Cosette – lúc này đã là một thiếu nữ xinh đẹp, cùng Valjean đi làm từ thiện ở đúng khu ổ chuột của nhà Thénardier. Cô tình cờ gặp Marius và hai người phải lòng nhau ngay từ cái nhìn đầu tiên. Javert (bây giờ là cảnh sát thường trú ở Paris) đến giải tán đám đông, Valjean vội vàng đưa Cosette chạy đi mất ("The Robbery"). Lúc sau lão Thénardier gợi ý cho Javert biết hai cha con vừa rồi chính là Valjean và Cosette. Javert thề rằng mình sẽ tìm bắt Valjean bằng mọi giá để chịu tội trước công lý ("Stars"). Ở khu ổ chuột, Marius thuyết phục được Éponine (bạn của anh đồng thời là con gái nhà Thénardier) giúp anh tìm xem Cosette sống ở đâu ("Éponine's Errand").
Ở một quán cà phê, Enjolras đang bàn bạc với nhóm sinh viên để chuẩn bị tiến hành cuộc nổi dậy; nhưng Marius lại bị phân tâm vì vừa sa vào lưới tình ("The ABC Café/Red and Black"). Khi Gavroche chạy vào báo tin là tướng Lamarque vừa qua đời, nhóm sinh viên muốn tận dụng sự đau buồn và phẫn nộ này của dân chúng để châm ngòi cho cuộc nổi loạn và cho rằng thời cơ đã chín muồi ("Do You Hear the People Sing?"). Ở nhà, Cosette nhận ra rằng cô đã biết yêu và muốn gặp lại Marius. Cô chất vấn cha mình, muốn biết về gốc gác của cha cũng như của chính mình ("Rue Plumet/In My Life"). Éponine (lúc này đã tìm được Cosette sống ở đâu) dẫn Marius đến gặp Cosette ở trong vườn tu viện. Hai người bộc bạch tình cảm của mình cho đối phương biết ("A Heart Full of Love"). Cùng lúc đó, băng đảng do Thénardier cầm đầu định đột nhập vào nhà Valjean để cướp của nhưng không thành vì Éponine hét toáng lên để báo động cho người trong nhà biết ("The Attack on Rue Plumet").
Valjean đưa Cosette lên đường di cư khỏi Pháp. Cosette và Marius nghĩ rằng mình sẽ xa người kia mãi mãi, Enjolras động viên toàn dân Paris hãy tham gia vào cuộc nổi loạn, các sinh viên khác thì tham gia công tác chuẩn bị, Éponine đau khổ với tình yêu đơn phương của mình, Marius giằng xé vì không biết nên đuổi theo Cosette hay là nên ở lại vì bạn bè cần anh, Javert thì dự định sẽ đi do thám nhóm sinh viên. Cuối cùng, Marius quyết định sẽ ở lại Paris tham gia vào cuộc nổi loạn với bạn bè mình ("One Day More").

### Màn II

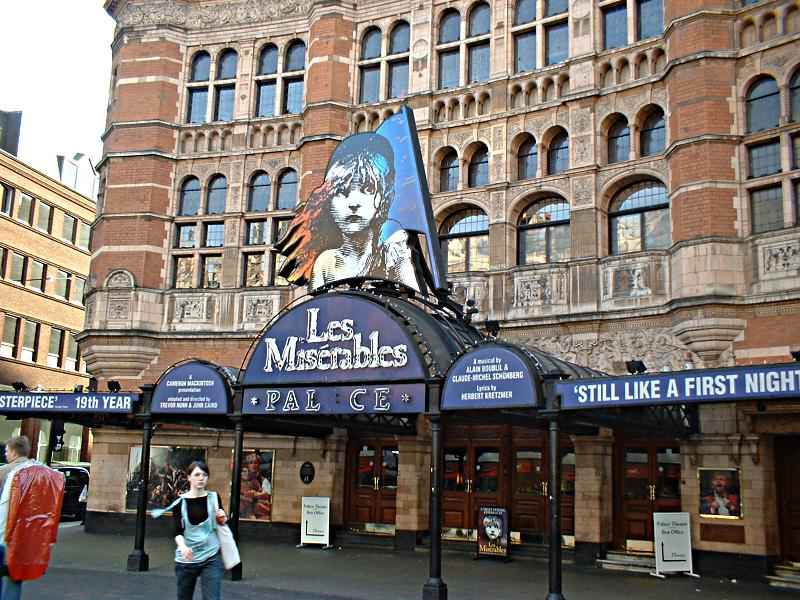
Công diễn ở nhà hát Palace Theatre, Luân Đôn.

Javert trà trộn vào hàng ngũ người nổi dậy và xung phong nhận nhiệm vụ đi do thám quân đội của chính phủ. Éponine cũng cải trang thành nam để được vào nhóm để ở bên Marius. Nhưng Marius âm thầm phát hiện ra và muốn cô đi xa khỏi nơi súng đạn này nên cử cô đi đưa thư cho Cosette ("Building the Barricade (Upon These Stones)"). Người nhận thư lại là Valjean. Khi biết người yêu của Cosette cũng tham gia nổi dậy, ông quyết định đi đến chỗ chiến lũy để tìm cách bảo vệ Marius. Sau đó Éponine lang thang một mình giữa đường phố Paris, và khóc thương cho tình cảm đơn phương của mình ("On My Own"). Quân đội Pháp hành quân đến chỗ chiến lũy và yêu cầu nhóm sinh viên đầu hàng ("At the Barricade"). Javert, sau khi đi do thám về, nói với mọi người rằng quân đội sẽ không tấn công hôm nay ("Javert's Arrival") nhưng bị Gavroche vạch trần rồi bị giam lại ("Little People"). Éponine quay về chỗ chiến lũy để tìm Marius nhưng bị quân đội bắn. Trong vòng tay của Marius, Éponine kịp thổ lộ tình cảm của mình trước khi trút hơi thở cuối cùng ("A Little Fall of Rain"). Lúc này Valjean đã vượt qua được hàng ngũ của quân đội (bằng cách cải trang thành lính) để đến chỗ chiến lũy sinh viên và tình nguyện tham gia cùng mọi người ("Night of Anguish"). Valjean được giao nhiệm vụ xử tử Javert nhưng ông lại thả viên thanh tra đi vô điều kiện. Valjean bảo ông hiểu rằng đó giờ viên thanh tra chỉ đang làm tròn nghĩa vụ của mình ("The First Attack").
Màn đêm buông xuống, Enjolras bảo mọi người hãy giữ vững tinh thần cảnh giác để đề phòng kẻ địch tấn công bất ngờ ("Drink with Me"). Sau khi Marius thiếp đi, Valjean cầu xin Chúa hãy bảo vệ cho Marius ("Bring Him Home"). Trời dần sáng, Enjolras thấy người dân Paris không hưởng ứng cuộc khởi nghĩa này nhưng quyết định sẽ đấu tranh đến cùng ("Dawn of Anguish"). Gavroche chui ra khỏi chiến lũy để lấy đạn trên người các binh lính tử trận và bị bắn ("The Second Attack (Death of Gavroche)"). Cuối cùng, tất cả mọi người đều bị giết, trừ Marius bị thương nặng, bất tỉnh và được Valjean vác xuống cống ngầm chạy trốn ("The Final Battle"). Được nửa đường thì Valjean đổ gục vì kiệt sức. Lão Thénardier lúc này cũng đang đi lòng vòng ở dưới cống ngầm để ăn cắp vặt. Lão lấy được cái nhẫn của Marius xong chạy mất vì thấy Valjean tỉnh lại ("Dog Eats Dog"). Khi ra đến miệng cống ngầm, ông chạm trán Javert. Ông vai nài Javert cho ông thời gian để mang Marius đến bệnh viện rồi sẽ ra đầu thú. Javert lưỡng lự nhưng rồi cũng đồng ý. Đó giờ Javert vẫn nghĩ rằng Valjean là một tên tội phạm không thể cải tạo được nhưng giờ y thấy sự khoan dung nhân hậu của Valjean hoàn toàn mâu thuẫn với suy nghĩ đó. Nội tâm của y bị giằng xé giữa niềm tin vào công lý và niềm tin vào sự hoàn lương của con người. Không tự lý giải được mâu thuẫn này, Javert nhảy xuống sông Seine tự tử ("Javert's Suicide").
Các bà mẹ khóc thương cho cái chết của các cậu sinh viên ("Turning"). Trở lại chiến trường từ bệnh viện, Marius đau buồn vì bạn bè của anh đều đã hy sinh một cách vô ích ("Empty Chairs at Empty Tables"). Tình cảm giữa Cosette và Marius tiến triển và họ chuẩn bị kết hôn. Valjean ban cho đôi tình nhân trẻ lời chúc phúc ("Every Day"), kể hết cho Marius về quá khứ của mình, quyết định bỏ đi để Cosette không thấy xấu hổ về mình, đồng thời bắt Marius không được nói với Cosette ("Valjean's Confession"). Khi Marius và Cosette tổ chức đám cưới ("Wedding Chorale"), vợ chồng Thénardier cải trang thành quý tộc rồi trà trộn vào để trộm cắp nhưng bị Marius phát hiện. Họ biết Valjean đang trú tại một tu viện và muốn tống tiền Marius, nói rằng Valjean giết người vì hôm khởi nghĩa, Thénardier thấy Valjean vác một cái xác đi dưới cống ngầm. Lão Thénardier cho Marius coi cái nhẫn mà lão trộm được từ xác người chết. Marius nhận ra nhẫn của mình và vỡ lẽ ra Valjean chính là người đã cứu anh từ chiến trường ("Beggars at the Feast").
Tại tu viện, Valjean thấy linh hồn của Fantine hiện về để chuẩn bị đón ông về với Chúa ("Valjean’s Death"). Cosette và Marius đến nơi khi Valjean đang trút những hơi thở cuối cùng. Rồi linh hồn của Fantine và Éponine đưa ông lên thiên đường. Họ cũng gặp linh hồn của những người tử trận, đang hát về ước mơ của họ về một thế giới công bằng bình đẳng ("Do You Hear The People Sing? (Reprise/Finale)").
Ghi chú
1. ↑  Trong đó có 5 năm vì tội ăn cắp bánh mì cho con của người chị gái, 14 năm còn lại vì tội vượt ngục
2. ↑  Mỗi năm Valjean phải trình diện với chính phủ với tư cách là người tù 24601

## Bài hát
|    | Tên bài                                           | Nhân vật |
| -- | ------------------------------------------------- | --- |
| 1  | "Prologue: Work Song" (Mở màn: Bài ca lao động)   | Javert, Jean Valjean và các tù nhân                                                                                 |
| 2  | "Prologue: On Parole"                             | Jean Valjean, giám mục xứ Digne, nông dân, người lao động, ông bà chủ nhà trọ                                       |
| 3  | "Prologue: Valjean Arrested, Valjean Forgiven"    | Cảnh sát và giám mục xứ Digne                                                                                       |
| 4  | "Prologue: What Have I Done?"                     | Jean Valjean |
| 5  | "At the End of the Day"                           | Fantine, quản đốc, ả công nhân, Jean Valjean và các diễn viên quần chúng                                            |
| 6  | "I Dreamed a Dream" (Tôi mơ một giấc mơ)          | Fantine |
| 7  | "Lovely Ladies"                                   | Fantine, các thủy thủ, gái mại dâm và các diễn viên quần chúng                                                      |
| 8  | "Fantine's Arrest"                                | Bamatabois, Fantine, Javert và Jean Valjean                                                                         |
| 9  | "'The Runaway Cart"                               | Fauchevelant, Javert, Jean Valjean và các diễn viên quần chúng                                                      |
| 10 | "Who Am I? (The Trial)"                           | Jean Valjean |
| 11 | "Fantine's Death: Come to Me"                     | Fantine và Jean Valjean                                                                                             |
| 12 | "The Confrontation" (Đối mặt)                     | Javert và Jean Valjean                                                                                              |
| 13 | "Castle on a Cloud" (Lâu đài trên mây)            | Cosette (lúc bé) và mụ Thénardier                                                                                   |
| 14 | "Master of the House"                             | lão Thénardier, mụ Thénardier và các diễn viên quần chúng                                                           |
| 15 | "The Well Scene"                                  | Jean Valjean và Cosette (lúc bé)                                                                                    |
| 16 | "The Bargain / The Thénardier Waltz of Treachery" | Jean Valjean, lão Thénardier, mụ Thénardier, Cosette                                                                |
| 17 | "Look Down"                                       | Gavroche, gái mại dâm, Enjolras, Marius và các diễn viên quần chúng                                                 |
| 18 | "The Robbery"                                     | Lão Thénardier, mụ Thénardier, Marius, Éponine và Jean Valjean                                                      |
| 19 | "Javert's Intervention"                           | Javert, lão Thénardier                                                                                              |
| 20 | "Stars" (Những ngôi sao)                          | Javert |
| 21 | "Éponine's Errand"                                | Éponine và Marius                                                                                                   |
| 22 | "ABC Café / Red and Black"                        | Enjolras, Marius, Grantaire, Combeferre, Feuilly, Courfeyrac, Joly, Legsles, Prouvaire, Gavroche                    |
| 23 | "Do You Hear the People Sing?"                    | Enjolras, Combeferre, Courfeyrac, Feuilly và các diễn viên quần chúng                                               |
| 24 | "Rue Plumet – In My Life"                         | Cosette, Jean Valjean, Marius và Éponine                                                                            |
| 25 | "A Heart Full of Love"                            | Marius, Cosette và Éponine                                                                                          |
| 26 | "The Attack on the Rue Plumet"                    | Lão Thénardier, Brujon, Babet, Claquesous, Montparnasse, Éponine, Marius, Jean Valjean và Cosette                   |
| 27 | "One Day More" (Một ngày nữa)                     | Jean Valjean, Marius, Cosette, Éponine, Enjolras, Javert, lão Thénardier, mụ Thénardier và các diễn viên quần chúng |

|    | Tên bài                                             | Nhân vật                                                                                    |
| -- | --------------------------------------------------- | ------------------------------------------------------------------------------------------- |
| 28 | "Building the Barricade (Upon These Stones)"        | Enjolras, Javert, Prouvaire, Grantaire, Legsles, Marius, Éponine                            |
| 29 | "On My Own"                                         | Éponine                                                                                     |
| 30 | "At the Barricade (Upon These Stones)"              | Enjolras, Marius, Grantaire, Combeferre, Courfeyrac, Feuilly, Students, và sĩ quan cảnh sát |
| 31 | "Javert's Arrival"                                  | Javert và Enjolras                                                                          |
| 32 | "Little People"                                     | Gavroche                                                                                    |
| 33 | "A Little Fall of Rain" (Éponine's Death)           | Éponine và Marius                                                                           |
| 34 | "Night of Anguish"                                  | Enjolras và sinh viên                                                                       |
| 35 | "The First Attack"                                  | Enjolras, Jean Valjean, Javert và sinh viên                                                 |
| 36 | "Drink with Me"                                     | Feuilly, Prouvaire, Joly, Grantaire, Marius và các diễn viên quần chúng                     |
| 37 | "Bring Him Home"                                    | Jean Valjean                                                                                |
| 38 | "Dawn of Anguish"                                   | Enjolras                                                                                    |
| 39 | "The Second Attack (Death of Gavroche)"             | Enjolras, Marius, Gavroche và sinh viên                                                     |
| 40 | "The Final Battle"                                  | Sĩ quan cảnh sát, Enjolras và các diễn viên quần chúng                                      |
| 41 | "Dog Eats Dog (The Sewers)"                         | Lão Thénardier                                                                              |
| 42 | "Soliloquy (Javert's Suicide)" (Javert tự vẫn)      | Javert                                                                                      |
| 43 | "Turning"                                           | Các bà mẹ Paris                                                                             |
| 44 | "Empty Chairs at Empty Tables"                      | Marius                                                                                      |
| 45 | "Every Day"                                         | Cosette, Marius và Jean Valjean                                                             |
| 46 | "Valjean's Confession"                              | Marius và Jean Valjean                                                                      |
| 47 | "Wedding Chorale"/ Beggars at the Feast             | Marius, Cosette, lão Thénardier, mụ Thénardier và các diễn viên quần chúng                  |
| 48 | "Valjean's Death"                                   | Jean Valjean, Fantine, Cosette, Marius và Éponine                                           |
| 49 | "Do You Hear The People Sing? (Reprise) / [Finale]" | Toàn bộ dàn diễn viên                                                                       |

## Dàn nhạc
Dàn nhạc của tour lưu diễn Vương quốc Anh năm 2009 gồm có các nhạc cụ sau
- Bass
- Cello
- Horn 1
- Horn 2
- Keyboard 1
- Keyboard 2
- Percussion
- Reed 1 (Alto Flute, Alto Recorder, Flute, Piccolo)
- Reed 2 (Cor Anglais, Oboe)
- Reed 3 (B♭ Clarinet, Bass Clarinet, E♭ Clarinet, Tenor Recorder)
- Trombone/ Tuba
- Trumpet/ Flugelhorn
- Viola
- Violin

## Nhân vật
| Nhân vật               | Kiểu giọng                                     | Mô tả |
| ---------------------- | ---------------------------------------------- | --- |
| Jean Valjean           | tenor kịch tính A♭2–B4 (có thể lên đến D5)     | Tù nhân số 24601. Sau 19 năm tù tội (trong đó có 5 năm vì tội ăn cắp bánh mì cho con của người chị gái, 14 năm còn lại vì tội vượt ngục) với số hiệu tù nhân 24601, Jean Valjean lại phạm tội ăn cắp. Nhưng vì được giám mục cảm hóa nên anh thay tên đổi họ, quyết tâm làm lại cuộc đời, trở thành người lương thiện. |
| Javert                 | baritone F2–F♯4                                | Một viên cảnh sát/thanh tra luôn lấy pháp luật làm kim chỉ nam nên săn lùng Valjean cho bằng được từ năm này qua tháng nọ. Javert muốn Valjean phải ra tòa để chịu tội trước công lý. |
| Giám mục xứ Digne      | baritone hoặc bass A2–E4                       | Cho Valjean một chỗ nương náu trong nhà thờ, sau đó còn tặng Valjean các món đồ bạc. Lòng vị tha nhân từ của giám mục đã cảm hóa Valjean. |
| Quản đốc               | baritone D3–D4                                 | Quản lý xưởng may dưới trướng Valjean. Fantine nhiều lần từ chối không cho hắn sàm sỡ. Sau đó hắn phát hiện ra Fantine có một đứa con ngoài giá thú nên đã đuổi việc cô. |
| Fantine                | mezzo-soprano trữ tình D3–E♭5                  | Một cô công nhân nghèo khó. Sau khi bị đuổi việc đã bước vào con đường mại dâm để kiếm tiền nuôi con. Lúc hấp hối, Fantine nhờ Valjean chăm sóc cho Cosette. Ở cuối vở kịch, linh hồn Fantine đưa Valjean lên thiên đường.                                                                                             |
| Bamatabois             | baritone hoặc tenor                            | Một tên quý tộc đến mua dâm của Fantine nhưng hành xử vũ phu nên bị Fantine từ chối. Khi Javert đến để giải quyết xung đột thì hắn đổ vấy rằng Fantine tấn công hắn một cách vô cớ. |
| Fauchelevent           | baritone hoặc tenor                            | Một ông lão nông dân bị kẹt dưới cái xe kéo cho đến khi Valjean đến giúp. |
| Cosette (lúc bé)       | treble                                         | Con gái ngoài giá thú tám tuổi của Fantine. Fantine trả tiền cho nhà Thénardier để thay cô nuôi Cosette. Nhưng nhà Thénardier luôn ngược đãi Cosette (mà Fantine không hề hay biết) và còn tìm mọi cách moi tiền của Fantine rồi đút túi.                                                                              |
| Mụ Thénardier          | contralto G♯3–D5                               | Luôn ngược đãi Cosette nhưng lại rất chiều con gái cưng Éponine. Mụ là đồng phạm trong tất cả tội ác của chồng. |
| Lão Thénardier         | baritone hài hước G♯2–G4                       | Mở một nhà trọ nhỏ ở ngoại ô để trộm cắp, bày trò bịp bợm và vơ vét tài sản của khách trọ. Sau khi chuyển đến Paris, lão cầm đầu một băng đường phố. |
| Gavroche               | soprano của trẻ nhỏ A2–G4 (hoặc A3–G5)         | Một cậu nhóc bụi đời, tuy nhỏ tuổi nhưng rất rành rẽ tường tận về khu ổ chuột Paris. Cậu tham gia nhóm nổi loạn và sau bị quân đội bắn chết. |
| Enjolras               | baritone hoặc tenor A2–G4 (có thể lên đến B♭4) | Thủ lĩnh nhóm sinh viên nổi dậy và là bạn của Marius. Là người theo chủ nghĩa lý tưởng. |
| Marius                 | tenor A2–G4 (hoặc B♭2–A♭4)                     | Tham gia nhóm sinh viên nổi loạn. Yêu Cosette. Được Valjean vác từ chiến lũy về bệnh viện. Cuối cùng Valjean đồng ý cho đôi trẻ kết hôn. |
| Éponine                | mezzo-soprano F3–E5                            | Con gái nhà Thénardier, thầm yêu Marius. Giúp Marius tìm ra chỗ ở Cosette và chuyển thư cho Cosette dù trong thâm tâm rất đau lòng. Cô quay lại chiến lũy để gặp Marius thì bị bắn. Ở cuối vở kịch, linh hồn Éponine và Fantine xuất hiện để đưa Valjean lên thiên đường.                                              |
| Cosette (trưởng thành) | soprano B♭3–C6                                 | Cosette lớn lên trở thành một thiếu nữ xinh đẹp và văn minh, luôn được Valjean yêu thương và che chở. Cô yêu Marius và kết hôn với anh ở cuối vở nhạc kịch. |

Các nhân vật phụ sau cũng có thoại hát trong vở kịch
- Ả công nhân: là tình nhân của tên quản đốc nên luôn đố kỵ với Fantine (soprano F4–E♭5)
- Bà lão dụ Fantine bán tóc (contralto E4–D5)
- Mụ dụ Fantine bán răng (soprano)
- Băng đảng của lão Thénardier (tất cả đều giọng baritone hoặc tenor): Brujon, Babet, Claquesous, Montparnasse
- ABC bằng hữu: Grantaire (giọng baritone A2–G4), Combeferre (baritone hoặc tenor A2–G4), Feuilly (baritone hoặc tenor A2–G4), Courfeyrac (baritone hoặc tenor A2–G4), Joly (tenor A2–G4), Jean Prouvaire (baritone hoặc tenor A2–G4), Lesgles (baritone hoặc tenor A2–G4)
- Viên sĩ quan cảnh sát (baritone hoặc tenor C4–G4)

## Diễn viên

### Ở các đợt công diễn
| Nhân vật       | Concept Album của Pháp 1980 | Paris 1980                                    | West End 1985                         | Broadway 1987         | Tour lưu diễn Hoa Kỳ 1987   | Broadway 2006                             | Broadway 2014                 |
| -------------- | --------------------------- | --------------------------------------------- | ------------------------------------- | --------------------- | --------------------------- | ----------------------------------------- | ----------------------------- |
| Jean Valjean   | Maurice Barrier             | Maurice Barrier                               | Colm Wilkinson                        | Colm Wilkinson        | William Solo                | Alexander Gemignani                       | Ramin Karimloo                |
| Javert         | Jacques Mercier             | Jean Vallée                                   | Roger Allam                           | Terrence Mann         | Herndon Lackey              | Norm Lewis                                | Will Swenson                  |
| Lão Thénardier | Yvan Dautin                 | Yvan Dautin                                   | Alun Armstrong                        | Leo Burmester         | Tom Robbins                 | Gary Beach                                | Cliff Saunders                |
| Mụ Thénardier  | Marie-France Roussel        | Marie-France Roussel                          | Susan Jane Tanner                     | Jennifer Butt         | Victoria Clark              | Jenny Galloway                            | Keala Settle                  |
| Fantine        | Rose Laurens                | Rose Laurens                                  | Patti LuPone                          | Randy Graff           | Diane Fratantoni            | Daphne Rubin-Vega                         | Caissie Levy                  |
| Cosette        | Fabienne Guyon              | Fabienne Guyon                                | Rebecca Caine                         | Judy Kuhn             | Tamara Jenkins              | Ali Ewoldt                                | Samantha Hill                 |
| Marius         | Richard Dewitte             | Gilles Buhlmann                               | Michael Ball                          | David Bryant          | Hugh Panaro                 | Adam Jacobs                               | Andy Mientus                  |
| Enjolras       | Michel Sardou               | Christian Ratellin                            | David Burt                            | Michael Maguire       | John Herrera                | Aaron Lazar                               | Kyle Scatliffe                |
| Éponine        | Marie-France Dufour         | Marianne Mille                                | Frances Ruffelle                      | Frances Ruffelle      | Renee Veneziale             | Celia Keenan-Bolger                       | Nikki M. James                |
| Gavroche       | Fabrice Bernard             | Florence Davis Cyrille Dupont Fabrice Ploquin | Ian Tucker Oliver Spencer Liza Hayden | Braden Danner RD Robb | Lantz Landry Andrew Renshaw | Brian D'Addario Jacob Levine Austyn Myers | Joshua Colley Gaten Matarazzo |

### Ở các buổi hòa nhạc
| Nhân vật          | Kỷ niệm 10 năm ở West End 1995 | Kỷ niệm 25 năm ở West End 2010 | Buổi hòa nhạc All-star Staged 2019                                   |
| ----------------- | ------------------------------ | ------------------------------ | -------------------------------------------------------------------- |
| Jean Valjean      | Colm Wilkinson                 | Alfie Boe                      | Alfie Boe (một số buổi là John Owen-Jones diễn)                      |
| Javert            | Philip Quast                   | Norm Lewis                     | Michael Ball                                                         |
| Lão Thénardier    | Alun Armstrong                 | Matt Lucas                     | Matt Lucas                                                           |
| Mụ Thénardier     | Jenny Galloway                 | Jenny Galloway                 | Katy Secombe                                                         |
| Fantine           | Ruthie Henshall                | Lea Salonga                    | Carrie Hope Fletcher                                                 |
| Cosette           | Judy Kuhn                      | Katie Hall                     | Lily Kerhoas                                                         |
| Marius            | Michael Ball                   | Nick Jonas                     | Rob Houchen                                                          |
| Éponine           | Lea Salonga                    | Samantha Barks                 | Shan Ako                                                             |
| Enjolras          | Michael Maguire                | Ramin Karimloo                 | Bradley Jaden                                                        |
| Gavroche          | Adam Searles                   | Robert Madge                   | Charlie Hagen, Che Grant, Logan Clark, Theo Collis, Kayleb Rene-Gray |
| Grantaire         | Anthony Crivello               | Hadley Fraser                  | Raymond Walsh                                                        |
| Giám mục xứ Digne | Paul Monaghan                  | Earl Carpenter                 | Simon Bowman, Earl Carpenter                                         |

## Đánh giá chuyên môn
Thời gian đầu mới ra mắt (năm 1985) như chính cái tên của mình, vở kịch chủ yếu nhận được những đánh giá "khốn khổ" từ giới chuyên môn. Michael Ratcliffe của The Observer chê đây là "một sản phẩm giải trí nhân tạo và ngớ ngẩn" còn Jack Tinker của The Daily Mail tỏ ý nghi ngại rằng chuyển thể 1200 trang tiểu thuyết thành một vở kịch ba tiếng rưỡi cũng giống như "đổ hết nước của một cái kênh đào vào một cái ấm trà". Sau này, năm 2011, biên tập viên Jason Kehe đã thừa nhận rằng: "Các nhà phê bình đã gặp khó khăn trong việc tiêu thụ một vở nhạc kịch được chuyển thể từ một tác phẩm văn học nặng kí (cả nghĩa bóng lẫn nghĩa đen). [...] Những người khốn khổ đã đánh bại được rào cản phê bình và trở thành vở nhạc kịch nổi tiếng thế giới. Kiệt tác pop-opera này vẫn luôn là một thành tựu của nghệ thuật nhạc kịch. [...] Ở màn II mắt bạn sẽ đẫm lệ vì buồn, nhưng cũng là vì cảm nhận được sức mạnh vô hình khi những giai điệu đơn thuần được hát bằng cả trái tim. Ít ai có thể phủ nhận tính hiệu quả âm nhạc của Claude-Michel Schönberg và Herbert Kretzmer, đặc biệt là ở bài "One Day More"."

## Giải thưởng

### West End 1985
| Năm  | Giải                  | Hạng mục                                                                                             | Ứng cử viên                                                              | Kết quả   |
| ---- | --------------------- | --- | ------------------------------------------------------------------------ | --------- |
| 1985 | Giải Laurence Olivier | Nhạc kịch mới hay nhất (Laurence Olivier Award for Best New Musical)                                 | Nhạc kịch mới hay nhất (Laurence Olivier Award for Best New Musical)     | Đề cử     |
| 1985 | Giải Laurence Olivier | Nam diễn viên xuất sắc nhất thể loại Nhạc kịch (Laurence Olivier Award for Best Actor in a Musical)  | Colm Wilkinson                                                           | Đề cử     |
| 1985 | Giải Laurence Olivier | Nam diễn viên xuất sắc nhất thể loại Nhạc kịch (Laurence Olivier Award for Best Actor in a Musical)  | Alun Armstrong                                                           | Đề cử     |
| 1985 | Giải Laurence Olivier | Nữ diễn viên xuất sắc nhất thể loại Nhạc kịch (Laurence Olivier Award for Best Actress in a Musical) | Patti LuPone                                                             | Đoạt giải |
| 2012 | Giải Laurence Olivier | Show được khán giả yêu thích nhất (Audience Award for Most Popular Show)                             | Show được khán giả yêu thích nhất (Audience Award for Most Popular Show) | Đoạt giải |
| 2014 | Giải Laurence Olivier | Show được khán giả yêu thích nhất (Audience Award for Most Popular Show)                             | Show được khán giả yêu thích nhất (Audience Award for Most Popular Show) | Đoạt giải |

### Broadway 1987
| Năm  | Hạng mục                                               | Ứng cử viên                                                            | Kết quả   |
| ---- | ------------------------------------------------------ | ---------------------------------------------------------------------- | --------- |
| 1987 | Nhạc kịch hay nhất                                     | Nhạc kịch hay nhất                                                     | Đoạt giải |
| 1987 | Kịch bản xuất sắc nhất thể loại Nhạc kịch              | Alain Boublil và Claude-Michel Schönberg                               | Đoạt giải |
| 1987 | Nhạc phim hay nhất                                     | Claude-Michel Schönberg (nhạc), Herbert Kretzmer & Alain Boublil (lời) | Đoạt giải |
| 1987 | Nam diễn viên chính xuất sắc nhất thể loại Nhạc kịch   | Colm Wilkinson                                                         | Đề cử     |
| 1987 | Nam diễn viên chính xuất sắc nhất thể loại Nhạc kịch   | Terrence Mann                                                          | Đề cử     |
| 1987 | Nam diễn viên góp mặt xuất sắc nhất thể loại Nhạc kịch | Michael Maguire                                                        | Đoạt giải |
| 1987 | Nữ diễn viên góp mặt xuất sắc nhất thể loại Kịch       | Frances Ruffelle                                                       | Đoạt giải |
| 1987 | Nữ diễn viên góp mặt xuất sắc nhất thể loại Kịch       | Judy Kuhn                                                              | Đề cử     |
| 1987 | Đạo diễn xuất sắc nhất thể loại Nhạc kịch              | Trevor Nunn và John Caird                                              | Đoạt giải |
| 1987 | Thiết kế sân khấu xuất sắc nhất                        | John Napier                                                            | Đoạt giải |
| 1987 | Thiết kế phục trang xuất sắc nhất                      | Andreane Neofitou                                                      | Đề cử     |
| 1987 | Thiết kế ánh sáng xuất sắc nhất                        | David Hersey                                                           | Đoạt giải |